# یونان کلاسیک

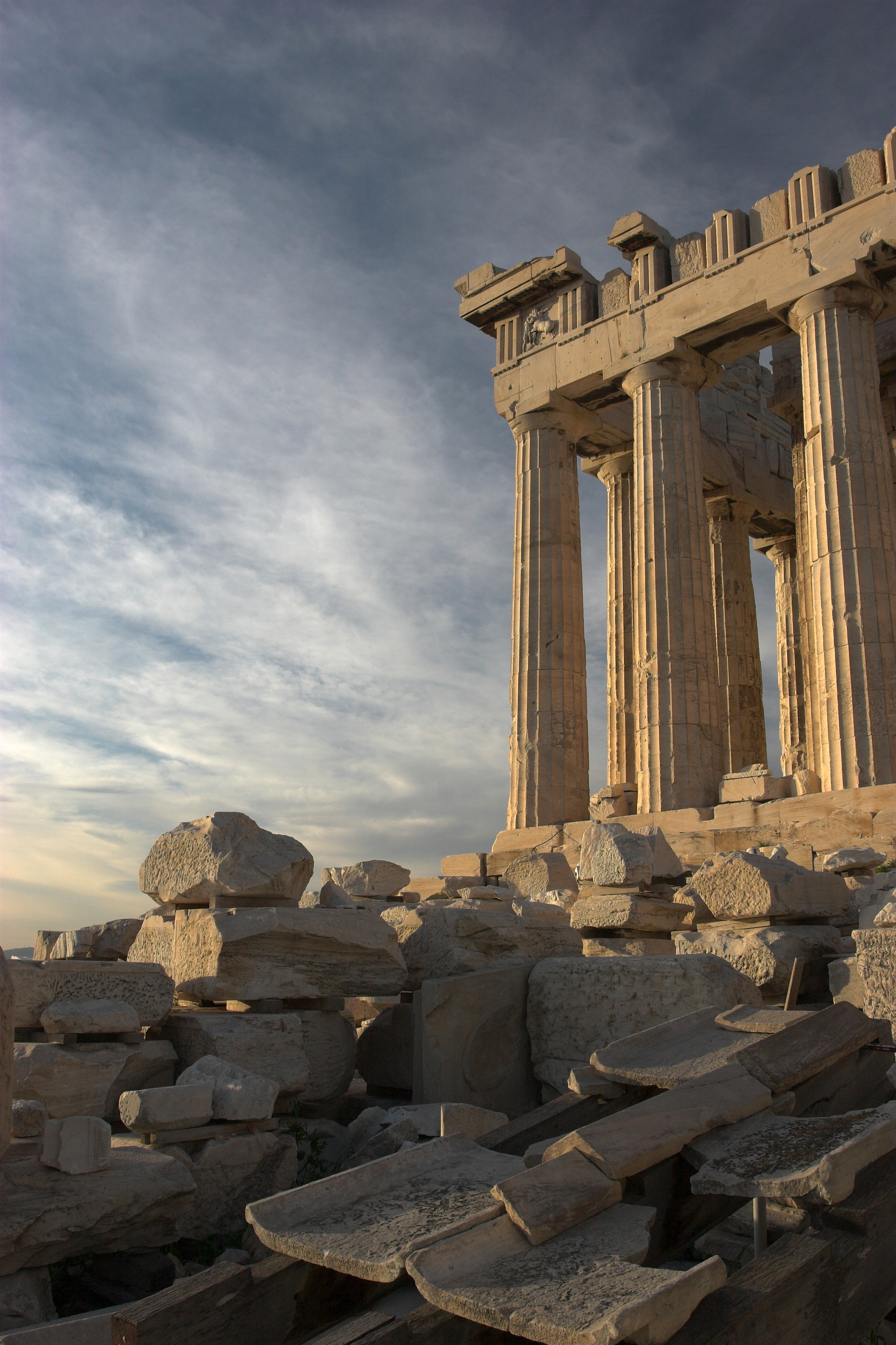
پارتنون در آتن، معبد آتنا

یونان کلاسیک (انگلیسی: Classical Greece) یک دورهٔ ۲۰۰ ساله (از حدود قرن پنجم و چهارم قبل از میلاد) در فرهنگ یونانی را شامل می‌شود. یونان کلاسیک، تأثیر ویژه‌ای بر شکل‌گیری پایه‌های تمدن امپراتوری روم و فرهنگ غربی داشت، بسیاری از سیاست‌های مدرن غربی، اندیشه‌های هنری (معماری، مجسمه‌سازی) تفکر علمی، تئاتر، ادبیات و فلسفه مشتق شده و تأثیر پذیرفته از این دوره از تاریخ یونان بود، در زمینهٔ هنر، معماری و فرهنگ یونان باستان، از دورهٔ کلاسیک گاهی و به صورت جداگانه تنها به ذکر واژه دوره یونان بسنده می‌شود

## نگارخانه

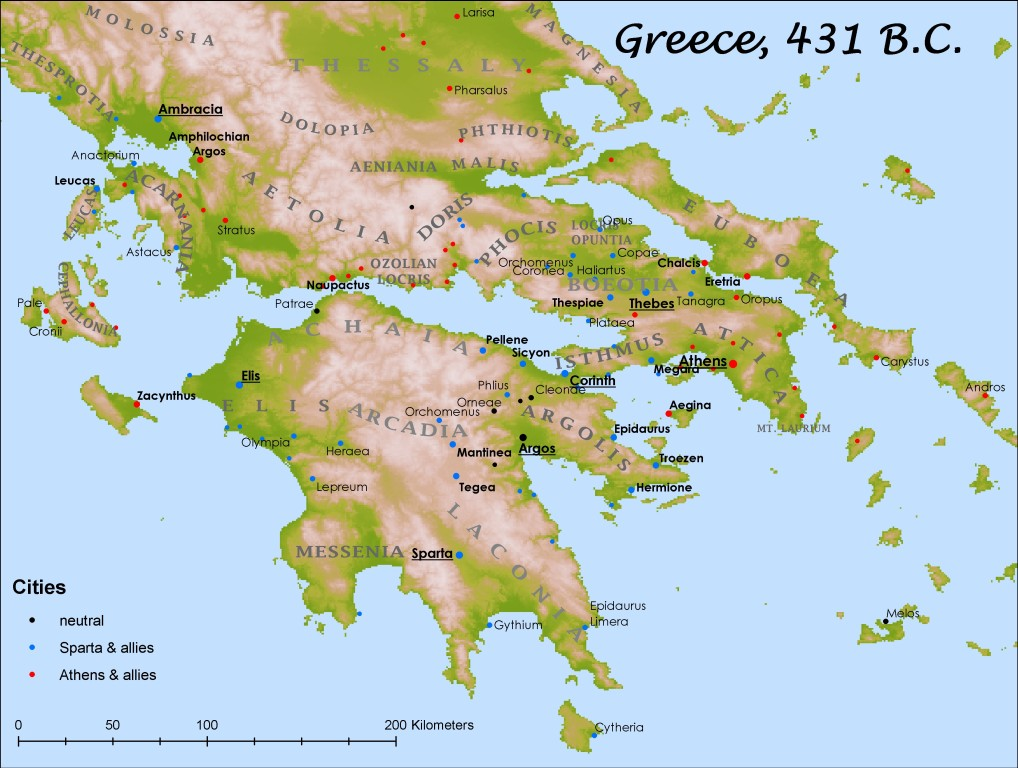
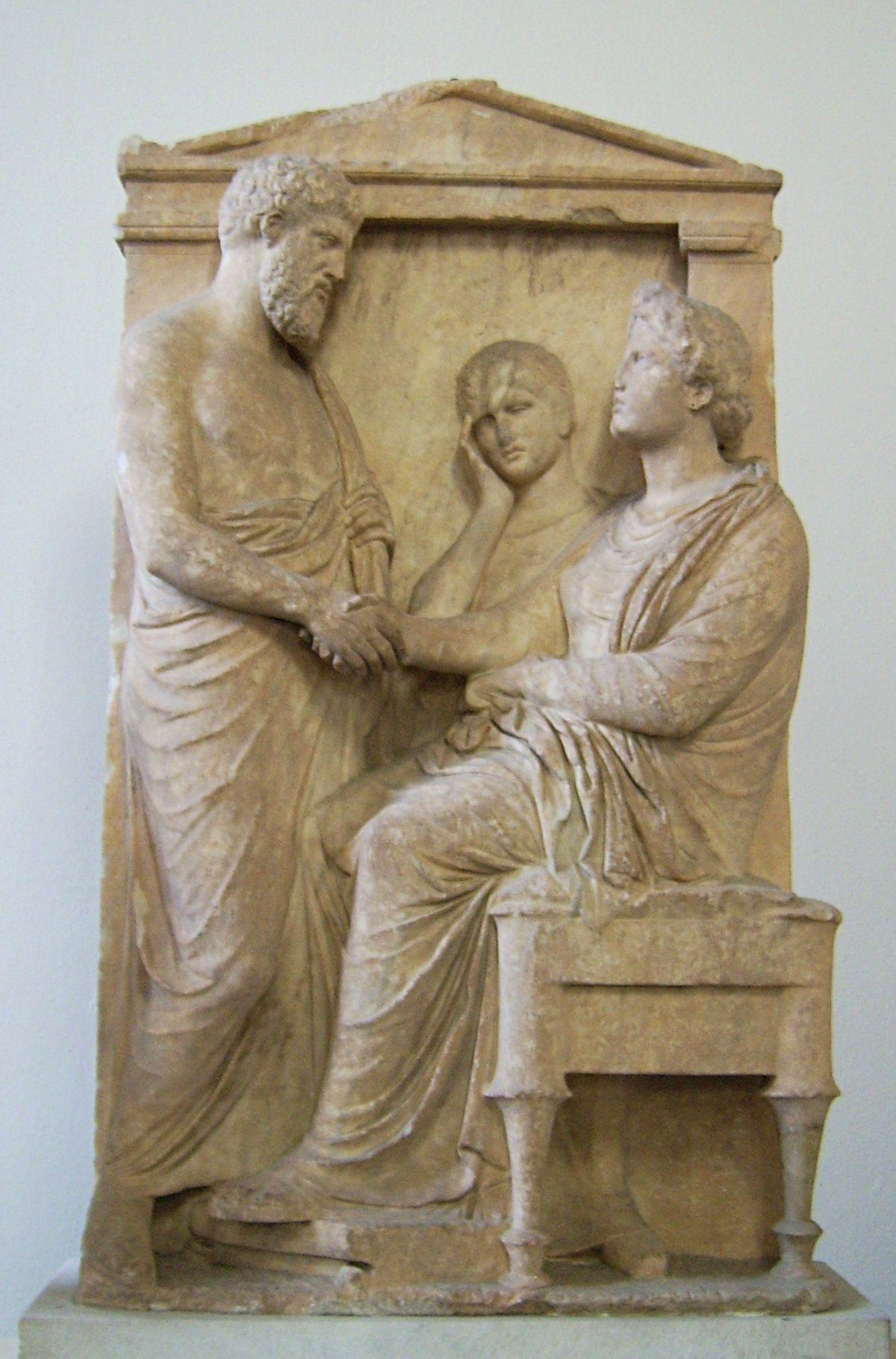
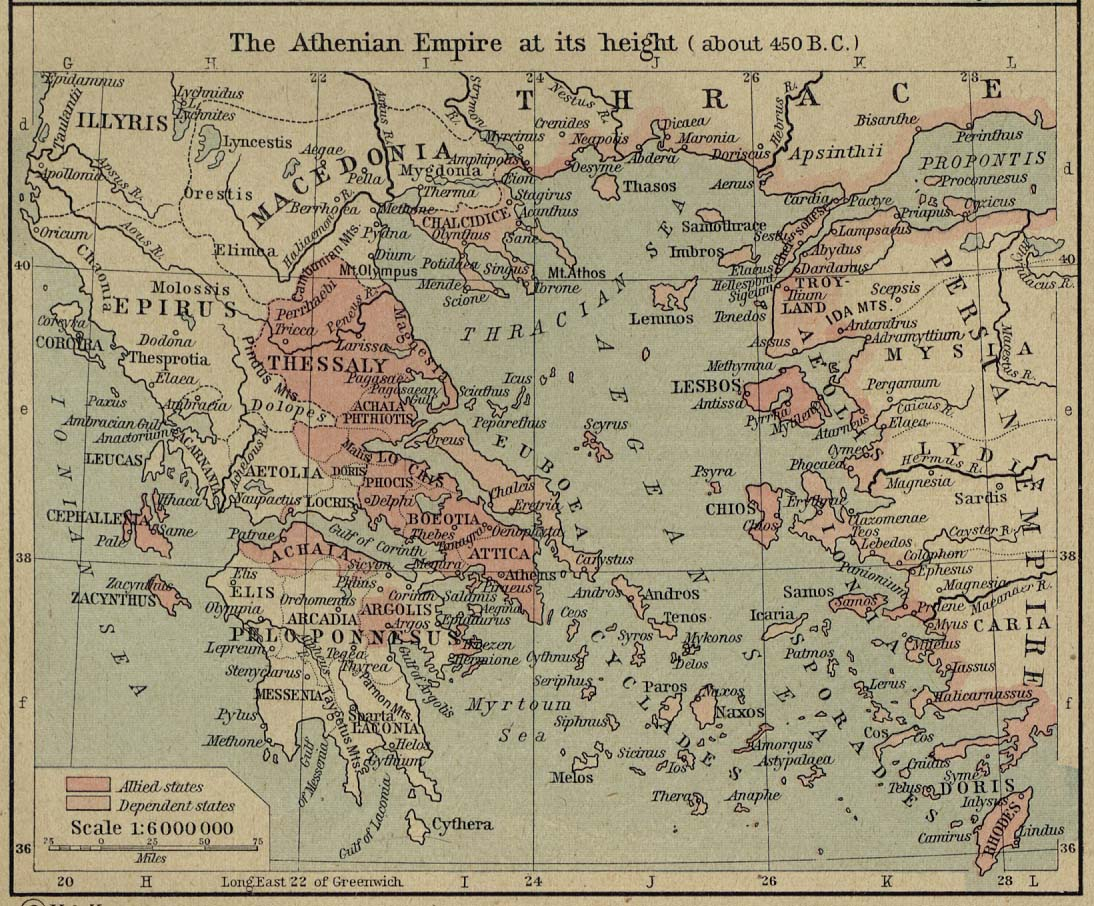
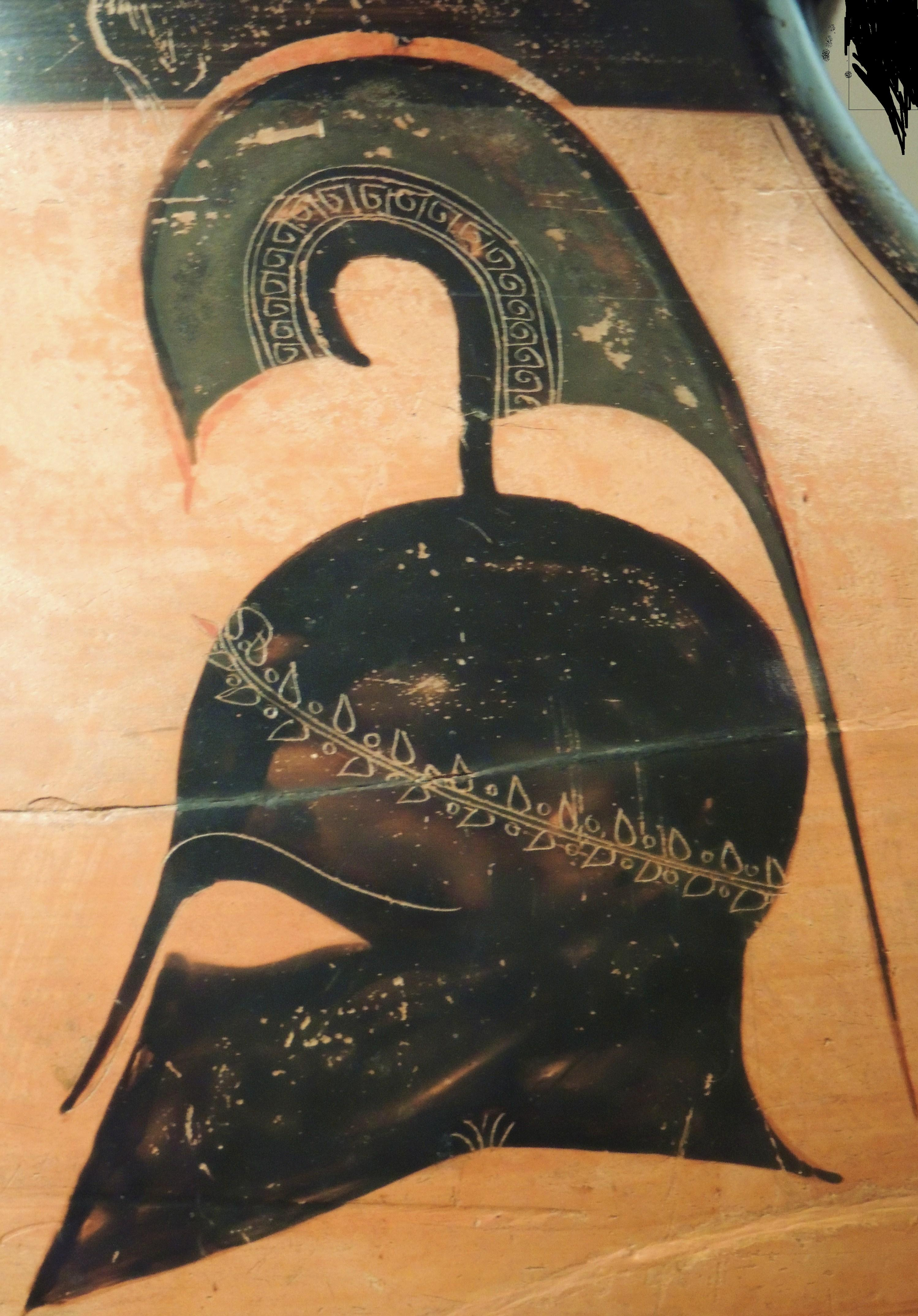
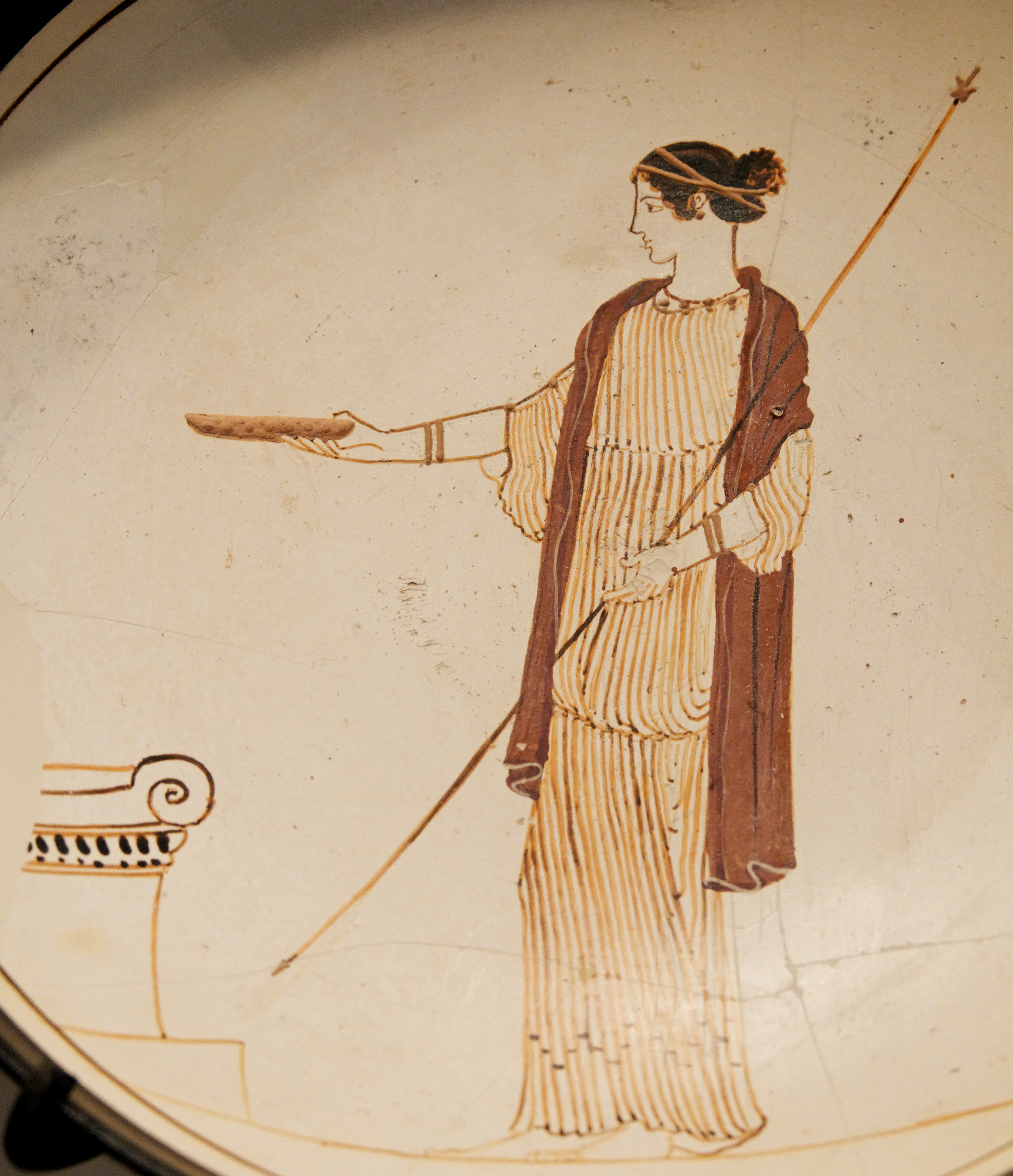
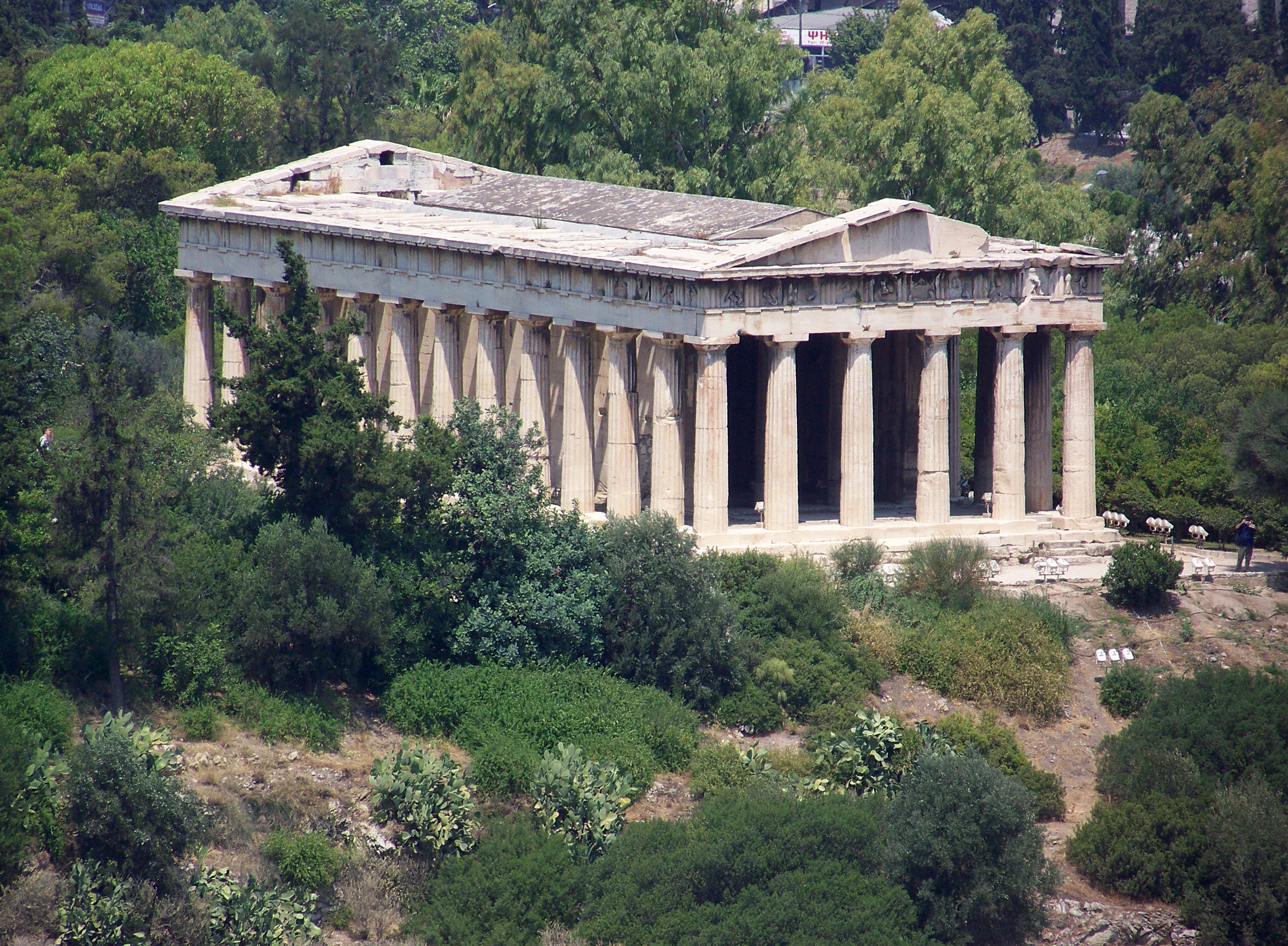
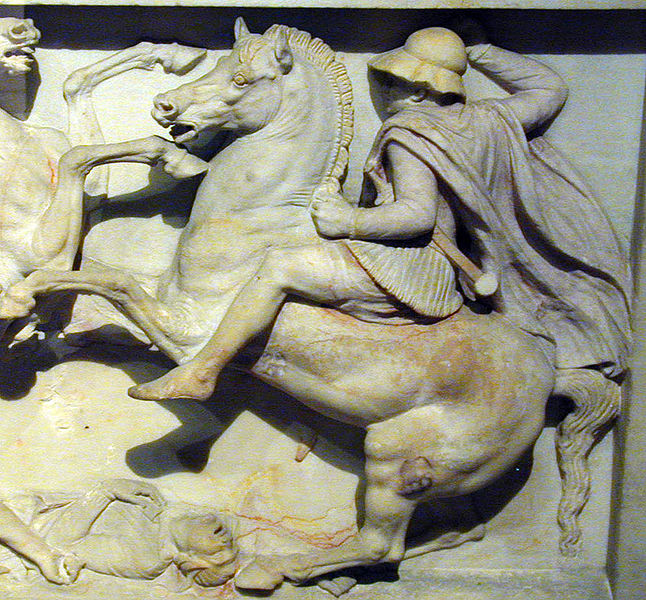
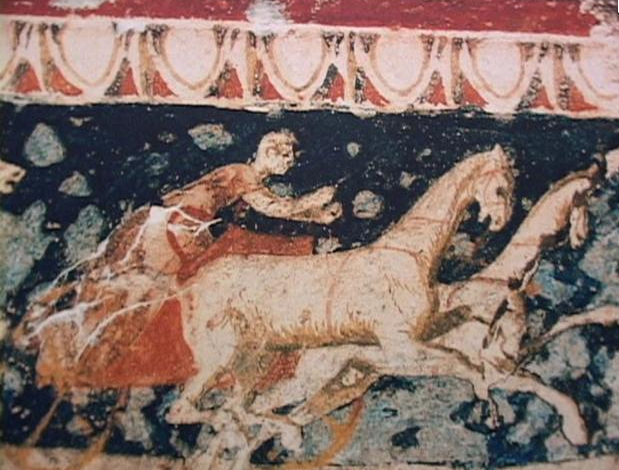